# Artem Voronov
Artem Voronov (ur. 26 marca 1993) – uzbecki narciarz alpejski.
Dwukrotnie brał udział w mistrzostwach świata.
Jego najlepszym wynikiem w zawodach tej rangi jest 43. miejsce w slalomie osiągnięte podczas Mistrzostw Świata 2013 w austriackim Schladming.
Voronov był reprezentantem Uzbekistanu na Zimowych Igrzyskach Olimpijskich 2014 w rosyjskim Soczi.

## Osiągnięcia

### Zimowe igrzyska olimpijskie
| Mistrzostwa | Konkurencja | Czas    | Wynik | Zwycięzca  |
| ----------- | ----------- | ------- | ----- | ---------- |
| Soczi 2014  | Slalom      | 2:10,96 | 39.   | Mario Matt |
| Soczi 2014  | Gigant      | 3:15,45 | 67.   | Ted Ligety |

### Mistrzostwa świata
| Mistrzostwa                 | Konkurencja | Czas    | Wynik | Zwycięzca            |
| --------------------------- | ----------- | ------- | ----- | -------------------- |
| Garmisch-Partenkirchen 2011 | Slalom      | -       | DNF2  | Jean-Baptiste Grange |
| Garmisch-Partenkirchen 2011 | Gigant      | -       | DNF1  | Ted Ligety           |
| Schladming 2013             | Slalom      | 2:22,93 | 43.   | Marcel Hirscher      |
| Schladming 2013             | Gigant      | -       | DNF1  | Ted Ligety           |